# Хварши
Хварши (хварш. Акьихъо.) — село в Цумадинском районе Дагестана. Является административным центром Хваршинского сельсовета.

## География
Село расположено на правом берегу реки Хварши. Ближайшие населённые пункты: на северо-западе — село Сантлада, на северо-востоке — село Акнада, на юго-востоке — село Хонох, на юго-западе — село Хамаитли.
Расположено у подножия горы Аддала-Шухгельмеэр.

## История
Ликвидировано в 1944 г. население переселено в село Харачой (Веденский район), восстановлено в 1957 г.

## Население
| 1869 | 1888 | 1895 | 1926 | 1939 | 1970 | 1989 |
| ---- | ---- | ---- | ---- | ---- | ---- | ---- |
| 402  | ↗526 | ↘525 | ↘281 | ↘259 | ↘183 | ↘153 |
| 2002 | 2003 | 2004 | 2007 | 2010 | 2021 |      |
| ↗175 | →175 | ↘168 | ↗211 | ↗335 | ↘147 |      |

По данным Всероссийской переписи населения 2010 года моноэтничное аварское село.